# Emil Niță
Emil Niță (n. 15 ianuarie 1956

) este un deputat român, ales în 2012 din partea Partidului Social Democrat.